# Attiya Inayatullah
Attiya Inayatullah   (Sialkot, 1938) és doctora en Demografia i ha estat vinculada amb l'Associació de Planificació Familiar del Pakistan. Té prestigi internacional en l'àmbit de la planificació de la població. Forma part del Comité Executiu de la UNESCO i de la Federació Internacional de Planificació Familiar.
Attiya Inayatullah fou assessora en Benestar de Població del president de la República Islàmica del Pakistan, Muhammad Zia-ul-Haq, a començament dels anys 1980. En les eleccions sense partits del 1985 fou elegida membre de l'Assemblea Nacional i després es vinculà a la Lliga Musulmana del Pakistan. Col·laborà en el gabinet de primer ministre Muhammad Khan Junejo com a ministra per al Benestar de la Població del Pakistan. El 1988 fou membre de nou de l'Assemblea Nacional.
Després del colp militar pel general Pervez Musharraf al 1999, fou una dels quatre membres civils del Consell de Seguretat Nacional del Pakistan al 1999 i 2000. Des del 2000, fou ministra de Desenvolupament de les Dones, Benestar Social i Educació Especial, i creà la llei contra la violència masclista. Ha format part de l'Assemblea Nacional.
El 5 de juliol del 2002 donà un xec de compensació per import de 500.000 rupies en nom del Govern del Pakistan a la víctima de violació en grup Mukhtaran Mai.
El 2007 fou reelegida presidenta de la Comissió de Cultura de l'Assemblea Nacional. El 2011 fou assessora del Comité de Drets Humans de l'Assemblea Nacional, presidit per Riaz Fatyana, per a estudiar la venda il·legal d'òrgans humans al Pakistan.
Attiya està casada amb Inayatullah, membre retirat del Servei Civil del Pakistan (CSP) i anteriorment ambaixador a Nepal i president de LAMEC.